# Joan Nibte
Joan Meriam Nibte (Paramaribo, 3 juni 1966) is een Surinaams jurist en politicus. Ze is sinds 2000 actief als advocaat – de eerste tien jaar stagiair – en was vicedeken van de Surinaamse Orde van Advocaten van circa 2015 tot 2019. Sinds 2018 is ze ondervoorzitter van de Partij voor Recht en Ontwikkeling (PRO). Tijdens de verkiezingen van 2020 was ze lijsttrekker in het district Coronie. Tijdens de verkiezingen van 2025 stond zij op nummer 6 van de lijst van de A20, dat een samenwerkingslijst is van A20, DOE en de PRO.

## Biografie
Nibte is afkomstig uit het district Coronie en studeerde aan de Anton de Kom Universiteit van Suriname. Hier slaagde ze in 1994 als meester in de rechten. Sinds 2000 is ze door het Hof van Justitie erkend als advocaat. Hierna liep ze bijna tien jaar stage bij advocatenkantoren in Suriname en Nederland.
Ze was namens de SPA meer dan tien jaar lid van het Centraal Hoofdstembureau, zoals tijdens de verkiezingen van 2010 en 2015. Ook is ze in het buitenland waarnemer geweest tijdens verkiezingen, waaronder in Haïti.
In de periode van circa 2015 tot 2019 was ze daarnaast vicedeken van de Surinaamse Orde van Advocaten. In 2019 werd ze voor drie maanden geschorst door het tuchtcollege. In augustus 2020 werd de schorsing in hoger beroep verhoogd naar zes maanden.
Begin maart 2018 werd ze ondervoorzitter van de nieuw opgerichte Partij voor Recht en Ontwikkeling (PRO). In mei werd ze een van de drie partijleiders van PRO, samen met Curtis Hofwijks en Bryan Boerleider. De partij is voortgekomen uit de protestbeweging Wij Zijn Moe(dig). Een van de programmapunten is corruptiebestrijding, waarbij de partij aankondigde onrechtmatig verdwenen middelen en bezittingen terug te willen halen. Voor PRO was ze tijdens de verkiezingen van 2020 lijsttrekker voor het district Coronie. Ook riep de partij haar uit tot presidentskandidaat. Haar partij verwierf echter geen zetels.
Tijdens de verkiezingen van 2025 stond zij op nummer 6 van de lijst van de A20, dat een samenwerkingslijst is van A20, DOE en de PRO.